# Star Screen Award/Bester Komiker
Der Star Screen Award Best Comedian ist eine Kategorie des indischen Filmpreises Star Screen Award.
Der Star Screen Award Best Comedian wird von einer angesehenen Jury der Bollywoodfilmindustrie gewählt und seit 1996 vergeben. Die Gewinner werden jedes Jahr im Januar bekannt gegeben. Die Liste der bisherigen Gewinner:
| Jahr | Schauspieler/-in    | Film                 | Deutscher Titel                     |
| ---- | ------------------- | -------------------- | ----------------------------------- |
| 1996 | Kader Khan          | Taqdeerwala          | —                                   |
| 1997 | Johnny Lever        | Raja Hindustani      | Raja Hindustani – Taxi ins Glück    |
| 1997 | Sulabha Arya        | Masoom               | —                                   |
| 1998 | kein Preis          |                      |                                     |
| 1999 | Archana Puran Singh | Kuch Kuch Hota Hai   | Und ganz plötzlich ist es Liebe …   |
| 2000 | Anupam Kher         | Haseena Maan Jayegi  | —                                   |
| 2001 | Paresh Rawal        | Hera Pheri           | —                                   |
| 2002 | kein Preis          |                      |                                     |
| 2003 | Shilpa Shetty       | Rishtey              | —                                   |
| 2004 | Paresh Rawal        | Awara Paagal Deewana | —                                   |
| 2005 | Riteish Deshmukh    | Masti                | Masti – Seitensprünge lohnen nicht! |
| 2006 | Abhishek Bachchan   | Bunty Aur Babli      | —                                   |
| 2007 | Shreyas Talpade     | Dor                  | Dor – Liebe deinen Nächsten         |
| 2008 | Irfan Khan          | Life in a… Metro     | Metro: Die Liebe kommt nie zu spät  |
| 2009 | Tusshar Kapoor      | Golmaal Returns      | —                                   |
| 2010 | Omi Vaidya          | 3 Idiots             | 3 Idiots                            |
| 2011 | Sanjai Mishra       | Phas Gaye Re Obama   | —                                   |
| 2012 | Pitobash            | Shor in the City     | —                                   |
| 2013 | Abhishek Bachchan   | Bol Bachchan         | —                                   |
| 2013 | Annu Kapoor         | Vicky Donor          | —                                   |
| 2014 | Richa Chadda        | Fukrey               | —                                   |
| 2015 | Sharib Hashmi       | Filmistaan           | —                                   |